# Teenstar
Teenstar war eine im Jahr 2002 produzierte Fernsehsendung und als Castingshow ein Pendant zu der damals erfolgreichen Sendung Popstars. Hierbei wurde allerdings keine Band gecastet, sondern, erstmals in einer deutschen Castingshow, ein Solokünstler, der zwischen 13 und 19 Jahre alt – also ein Teenager – sein musste. Die Sendung wurde ab dem 7. April 2002 jeweils sonntags um 20.15 auf RTL II ausgestrahlt.

## Konzept
Für die Sendung bewarben sich knapp 7.000 Jugendliche, darunter 2/3 Mädchen. In der Jury saßen die Musikproduzenten Mousse T. und Toni Cottura sowie der MTV-Moderator Markus Schultze. Jasmin Wagner moderierte die Sendung.
Nach der Grobauswahl der Kandidaten fand am Ende jeder Sendung ein Telefonvoting statt, in dem die Zuschauer insgesamt 14 Kandidaten in die dreitägige Teenacademy wählen konnten. Dort erhielten sie professionelles Tanz- und Gesangstraining. Den Kandidaten wurden in dieser Phase bekannte Musiker wie die Musiker Laith Al-Deen, Billy Crawford und Nicole da Silva als Coaches zur Seite gestellt.
Die letzten 14 Kandidaten brachten gemeinsam eine CD (Teen Star präsentiert Teen Academy) mit Coverversionen von zum Beispiel Bilder von dir und Let it Be heraus, auf der auch Halbfinalistin Jenniffer Kae vertreten ist.
Ebenfalls per Telefonvoting wurde am 30. Juni 2002 in der Finalshow, die im Musical Theater Bremen am Bremer Richtweg stattfand, der Gewinner der Sendung aus fünf verbliebenen Kandidaten bestimmt. Teenstars war die erste deutsche Castingshow, in der allein das Publikum den Sieger ermitteln durfte.

## Finalisten
Die fünf Finalisten waren:
- Katrin Feist (Finalsong: Cosmic Lover) – war später Teilnehmerin der 4. Popstarsstaffel, aber scheiterte auch dort im Finale (bei Teenstar wurde sie Zweitplatzierte) und kam nicht in die Band Nu Pagadi[3]
- Larissa Esposito[4] (Finalsong: Yesterday) Larissa nahm ebenso an der 4. Staffel von Popstars teil, bei Teenstar erreichte sie den 4. Platz
- Andreas (Finalsong: After the Rain) – bei Andreas’ Finalsong handelt es sich um das Lied Sunshine After the Rain, das 2004 von Alexander Klaws veröffentlicht wurde
- Svetlana (Finalsong: Abracadabra) – auch Svetlana nahm später an der 4. Staffel von Popstars teil, bei Teenstar landete sie auf Platz 3[5]
- Pierre Humphrey (Finalsong: Sunshine)[6]

Der damals 16-jährige Pierre Humphrey ging aus der Sendung mit 34 % der Stimmen als Sieger hervor. Als Gewinn bekam er einen Plattenvertrag bei Polydor und konnte sich mit seiner ersten Single Sunshine, die am 22. Juli 2002 erschien, auf Platz 12 der Deutschen Charts platzieren. Auch die Folgesingle I Will Do schaffte es noch in die Top 100 (Platz 82). Das im Dezember 2002 veröffentlichte Album Live It Right konnte sich nicht in den Charts platzieren.

## Einschaltquoten
Die erste Ausgabe der Show hatte nur einen Marktanteil von 4,2 % (der Durchschnittsmarktanteil an diesem Abend betrug 6,9 %). Insgesamt blieben die Einschaltquoten deutlich hinter den Erwartungen zurück und die Werbekosten mussten von 10.890 Euro für 30 Sekunden auf 4.650 € gesenkt werden. Lediglich der Marktanteil bei den 14- bis 49-Jährigen galt als kleiner Hoffnungsschimmer (12,2 %)
Das Finale der Show sahen aber insgesamt 1,4 Millionen (4,8 Prozent Marktanteil). In der relevanten Gruppe der 14- bis 29-Jährigen betrug der Marktanteil sogar 16,8 Prozent (entspricht 520.000 Zuschauer).

## Kritik
In den Medien wurde das Format kritisch betrachtet, wobei sich die Kritik vor allem auf die Instrumentalisierung der Minderjährigen bezog, deren persönliche Schicksale und ihr Scheitern zum Gegenstand einer Unterhaltungssendung gemacht würden. Mehrfach wurden Parallelen zur Mini Playback Show gezogen, die ihrerseits wegen der Darstellung von als Erwachsenen gestylten Kindern in der Kritik stand.